# Die Pazos von Ulloa
Die Pazos von Ulloa (spanischer Originaltitel: Los Pazos de Ulloa) ist ein Roman von Emilia Pardo Bazán (1851–1921), der erstmals im Jahr 1886 veröffentlicht wurde. Er bildet ein Diptychon mit dem Buch La madre naturaleza.
Es handelt sich innerhalb des spanischen literarischen Realismus um einen Roman, der die naturalistische Strömung durch Beispiele erläutert. Dabei widerspiegelt er die Akzeptanz der positivistischen Theorien, die von dem französischen Schriftsteller und Vater des Naturalismus Émile Zola auf die Literatur angewandt wurden.
1985 wurde er für das spanische Fernsehen unter der Leitung von Gonzalo Suárez adaptiert.

## Gattung
„Los Pazos de Ulloa“, das wichtigste Werk von Pardo Bazán, spiegelt die Widersprüche der Autorin und der Gesellschaft ihrer Zeit wider. Vorgeblich ist der Roman naturalistisch (und wurde von den Kritikern ihrer Zeit als solcher angesehen), beinhaltet auch Elemente des realistischen und sogar des gotischen Romans. Die Absicht der Autorin war es, einen „katholischen Naturalismus“ zu schaffen, den man in einigen Elementen von Los Pazos de Ulloa deutlich erkennt. Einerseits macht ihn das „lymphatische Temperament“ von Julián zu jeder Art des Heldentums unfähig: das ist Naturalismus in seiner reinsten Form. Die Biologie bestimmt den Charakter. Nichtsdestotrotz und in gewisser Weise widersprüchlich, vollzieht sich die Kausalität in der Beschreibung von Nucha im umgekehrten Sinn. Die Gesundheit von Nucha litt wegen ihrer Hingabe. Als junge Frau erschöpfte sie ihre Kräfte, wenn sie ihren Bruder auf dem Arm trug. Danach erkrankte sie an Heimweh, als sie von ihm getrennt wurde. Die Bedeutung der Seele und der Emotionen in Nucha unterstützt die Überzeugung von Pardo Bazán (ausgedrückt in La cuestión palpitante), dass das menschliche Leben aus dem Verhängnis und dem Willen entsteht, während sich die Natur nur aus dem Verhängnis bildet.